# Syrphus octomaculatus
Syrphus octomaculatus är en tvåvingeart som beskrevs av Walker 1836. Syrphus octomaculatus ingår i släktet solblomflugor, och familjen blomflugor. Inga underarter finns listade i Catalogue of Life.